# Квинт Корнелий Сенецион Анниан
Квинт Корнелий Сенецион Анниан (лат. Quintus Cornelius Senecio Annianus) — римский политический первой половины II века.
Анниан происходил из города Картея, который находится в южноиспанкой провинции Бетика. Из посвященной ему надписи, обнаруженной в этом городе, известна его карьера. Он занимал следующие должности: городского квестора, народного трибуна, претора, легата VII Парного легиона, куратора Аппиевой дороги, проконсула провинции Вифиния и Понт. В 142 году Анниан находился на посту консула-суффекта вместе с Сульпицием Юлианом. Ранее его консульство ошибочно датировалось 116 годом. Кроме того, он был жрецом Геркулеса.